# Circolo Sportivo Trevigliese 1923-1924
Questa pagina raccoglie le informazioni riguardanti il Circolo Sportivo Trevigliese nelle competizioni ufficiali della stagione 1923-1924.

## Rosa
| N. |                   | Ruolo | Calciatore        |
| -- | ----------------- | ----- | ----------------- |
|    | Italia (bandiera) | D     | Giuseppe Basa     |
|    | Italia (bandiera) | C     | Alfredo Basetti   |
|    | Italia (bandiera) | C     | Canzio Bevilacqua |
|    | Italia (bandiera) | C     | Brambilla         |
|    | Italia (bandiera) | D     | Alfredo Cologno   |
|    | Italia (bandiera) | C     | Natale Cozzi      |
|    | Italia (bandiera) | D     | De Gennaro        |
|    | Italia (bandiera) | D     | Attilio Gelmi     |

| N. |                   | Ruolo | Calciatore           |
| -- | ----------------- | ----- | -------------------- |
|    | Italia (bandiera) | A     | Battista Marenzi     |
|    | Italia (bandiera) | C     | Ernesto Orsenigo     |
|    | Italia (bandiera) | A     | Cherubino Prosdocimo |
|    | Italia (bandiera) | A     | Angelo Quadri        |
|    | Italia (bandiera) | P     | Carlo Somigliana     |
|    | Italia (bandiera) | D     | Guido Terni          |
|    | Italia (bandiera) | A     | Vertova              |